# ドラフトチャンバー

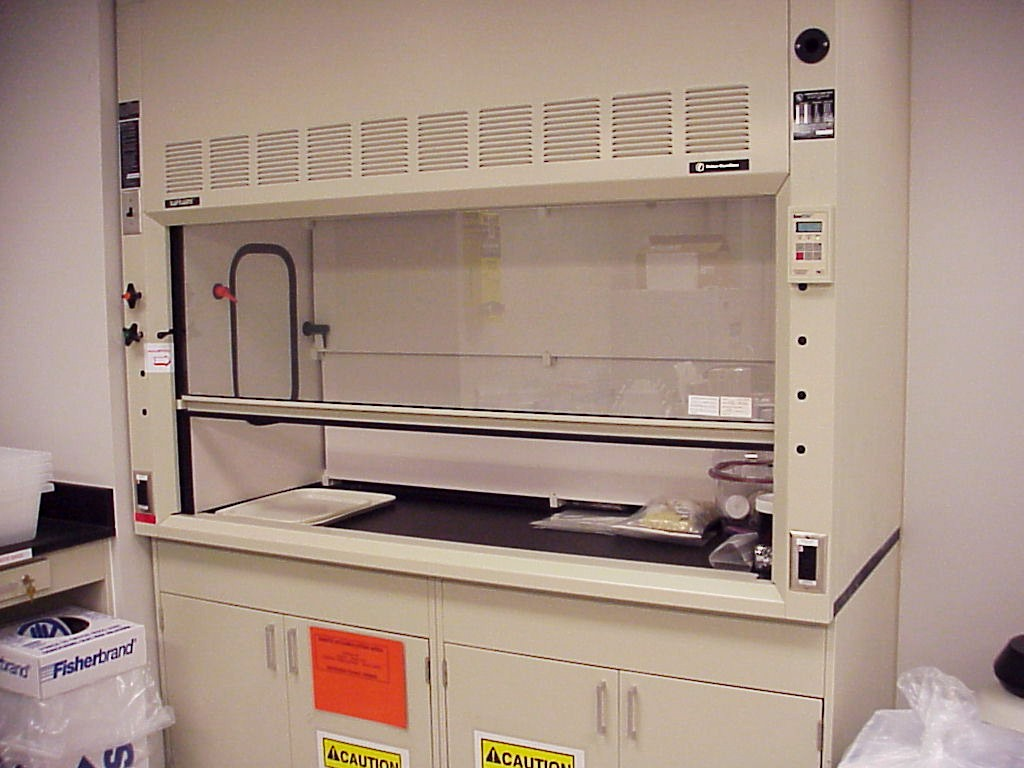
一般的なドラフトチャンバーの例

ドラフトチャンバーとは、化学実験などで有害な気体が発生するときや、揮発性の有害物質を取り扱うとき、もしくは有害微生物を扱うときに安全のために用いる局所排気装置の1種。一般的な呼称としてドラフト、ドラフト装置、排チャン、ドラチャンなどがある。英語ではfume hoodまたはfume cupboard もしくは単にhoodと呼ばれており、日本国内においても国際的な環境安全教育の観点からヒュームフードと呼ぶことを推奨する見解がある。
水道、ガスなどの配管を持つ大型の箱状のものが多く、前面が上下にスライドするガラス窓となっており、少し開けて、下から手を入れて実験操作を行うことが可能である。
単に排気するだけでなく、排気と同時に給気することで部屋の温度変化や気圧変化を防ぐ、排気を浄化する、自動的に消火できるなど、多くの機能を併せ持つものもある。また爆発が起きた場合でも、ガラス窓が飛び散らないようになっているものもある。

## 種類
本体に様々なタイプがある。
- 材質（特に、内部の材質のみを変更したものもある）
  - 塩化ビニル
  - フェノール樹脂
  - ステンレス鋼
  - セラミックス
  - 鉛 - 環境への配慮のため日本では用いられないが、有害物質と反応し、視認しやすい等の利点があり、かつてはよく用いられていた。
- 構造
  - 標準的なもの - 水道、ガス、電気の供給により稼働し、室外へガスを排気する
  - スクラバー付きのもの - ガスを回収する構造になっている
  - エアフィルタ付きのもの - 病原体を回収する構造になっている。安全キャビネットを参照

排気ファンにも種類があり、これを交換したものを設置することもできる。
- 大型のファンにより、風量を増加させることができる。ただしこの場合、設置数とファンの容量の兼ね合いにより、部屋の入り口のドアが開けにくくなる程の風量になることもある。

## 設置
ドラフトには様々な種類があり、取り扱う内容に対して使用されるべきドラフトの素材、構造が異なる。設置は専門業者と検討したうえで行われる。日本の専門業者には、島津理化、ダルトン、オリエンタル技研工業、株式会社オカムラ（旧岡村製作所）、プロックス、ヤマト科学、アズワン、三進金属工業、協立製作所等がある。なお日本においてはガスが排出される構造に対する法規制として、労働安全衛生法下の特定化学物質障害予防規則、有機溶剤中毒予防規則などがあるため、ドラフトチャンバーなどを適切に用いることでこれらの法規制を遵守することが必要とされる。

## 利用方法
試薬を開封する際や溶媒加温時に、有毒あるいは悪臭を持つガスが発生する場合にドラフトが用いられる。操作の上で必要な場合、取り扱う装置や機器が、あらかじめガラス窓の内側に設置される。分析機器を利用するためにドラフトが設置されることもある。
ガラス窓の外側に設置されたパネル上のスイッチで、内側の照明や排ガス、水道、ガスなどの使用開始・停止が操作できる。
前面の大きなガラス窓は、十分な吸気風量を保ちつつ、実験操作が行える程度の適正な高さに調整して使用される。